# CRC Press
CRC Press is een Amerikaanse uitgeverij van technische en wetenschappelijke literatuur. Het bedrijf is vooral actief op het gebied van de technische wetenschappen, natuurwetenschappen en wiskunde. Het geeft ook boeken uit over forensische wetenschappen en criminologie.
Het bedrijf is opgericht als de Chemical Rubber Company (CRC), en richtte zich oorspronkelijk op de levering van laboratoriumapparatuur. In 1913 startte het de publicatie van het Rubber Handbook, dat zich ontwikkelde tot het CRC Handbook of Chemistry and Physics. Vanwege het succes van de uitgeverij veranderde het bedrijf in 1973 zijn naam in CRC Publishing. In 1986 werd het gekocht door de Times Mirror Company, en in 2003 kwam het in handen van Taylor & Francis.
CRC Press is ook eigenaar van de merken Productivity Press en A.K. Peters.